# Clubiona parconcinna
Clubiona parconcinna är en spindelart som beskrevs av Christa L. Deeleman-Reinhold 200. Clubiona parconcinna ingår i släktet Clubiona och familjen säckspindlar. Inga underarter finns listade i Catalogue of Life.